# زردخفاش‌ها
زردخفاش‌ها (نام علمی: Dasypterus) نام یک زیرسرده از خانواده خفاش‌ناهیدی است.